# Ken Ross
Ken Gordon Ferndale Ross (* 11. August 1900 in Paterson (New South Wales); † 1. März 1974 in Gosford) war ein australischer Radrennfahrer.

## Sportliche Laufbahn
Ross war im Bahnradsport und im Straßenradsport aktiv. Er begann 1917 mit dem Radsport. Von 1922 bis 1928 war er Berufsfahrer. 1928 gewann er mit dem Goulburn to Sydney Classic eines der ältesten australischen Straßenrennen. Während seiner Starts erzielte er dreimal die Bestzeit, obwohl er nur einmal gewann. 
Ross fuhr zahlreiche Sechstagerennen. Das Sechstagerennen von Sydney gewann er 1922 mit Georges Hammond, 1925 mit George Dempsey sowie 1927 mit Jack Fitzgerald.